# Lieto
Lieto (in svedese Lundo) è un comune finlandese di 20497 abitanti, situato nella regione del Varsinais-Suomi.